# Domart-sur-la-Luce
Domart-sur-la-Luce è un comune francese di 424 abitanti situato nel dipartimento della Somme nella regione dell'Alta Francia.

## Società

### Evoluzione demografica
Abitanti censiti